# Морозовский сельсовет (Загорский район)
Морозовский сельсовет — упразднённая административно-территориальная единица, существовавшая на территории Московской губернии и Московской области до 1954 года.
Морозовский сельсовет был образован в первые годы советской власти. По данным 1918 года он входил в состав Хотьковской волости Дмитровского уезда Московской губернии.
В 1921 году Хотьковская волость была передана в Сергиевский уезд.
По данным 1926 года в состав сельсовета входили 4 населённых пункта — Морозово, Матрёнки, Морозово-Новое, Филимоново, а также 2 железнодорожных будки.
В 1929 году Морозовский с/с был отнесён к Сергиевскому (с 1930 — Загорскому) району Московского округа Московской области.
13 ноября 1938 года из упразднённого Хотьковского с/с в Морозовский было передано селение Комяково.
14 июня 1954 года Морозовский с/с был упразднён. При этом его территория вместе с Горбуновским и Репиховским с/с была объединена в Митинский с/с.